# Maoris

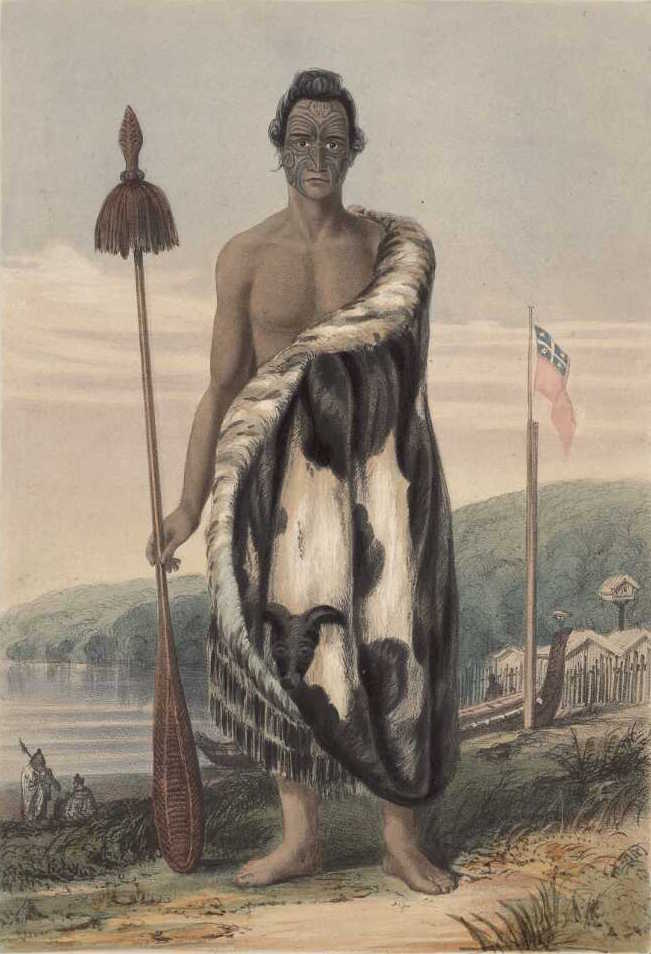
Te Puni, um lider maori do século XIX.

Os maoris ou maores são o povo nativo da Nova Zelândia.

## Nomeação e autodenominação
Na língua maori, a palavra maori (em maori: Maori; pronunciado [maːɔɾi] (escutarⓘ)) representa toda uma cultura. Em lendas e outras tradições orais, a palavra distinguia seres humanos mortais de divindades e espíritos. Maori tem cognatos em outras línguas da Polinésia, como na língua havaiana (em havaiano: Maoli) e na língua taitiana (em taitiano: Maohi), e todos têm significados semelhantes.
Os primeiros exploradores europeus às ilhas da Nova Zelândia se referiam às pessoas que lá encontraram como "aborígenes", "nativos" ou "neozelandeses". Maori permaneceu como o termo usado pelos maoris para descreverem a si mesmos. Em 1947, o Departamento de Relações Nativas foi renomeado para Departamento de Relações Maoris para reafirmar a decisão.

## Origens maoris
A Nova Zelândia foi um dos últimos lugares da Terra a ser colonizado pelos europeus. Estudos sugerem que ondas de migração vieram do leste da Polinésia entre os anos 10 e 800. A tradição oral maori descreve a chegada de antepassados provenientes de Gaawiki (um lugar lendário na parte tropical da Polinésia) por grandes navios que cruzavam os oceanos.
Não existe registros de assentamentos humanos na Nova Zelândia antes dos viajantes maoris; mas evidências arqueológicas indicam que os primeiros habitantes vieram do leste da Polinésia e se tornaram os maoris.
Na Nova Zelândia existe uma tradição forte relacionada à tatuagem. Para muitas culturas, a mão, o rosto e o pescoço ficam fora da pintura corporal, mas para os maoris, quanto mais nobre ele é ou mais elevada sua posição social, mais coberto de tatuagens é seu rosto, refletindo seu status dentro da tribo ou clã.
As guerras tribais eram ferozes e motivadas pela pequena oferta de alimento, cuja cultura principal era a batata doce. Quando eles entravam em guerra, cortavam a cabeça do inimigo e colocavam-na em urnas sagradas. No século XIX, as cabeças tatuadas dos guerreiros maoris se tornaram objetos cobiçados por colecionadores europeus. O tráfico dessas cabeças começou com os próprios maoris, eles passaram a matar e vender para comerciantes e trocá-las por armas de fogo.

## Interações com a Europa antes de 1841

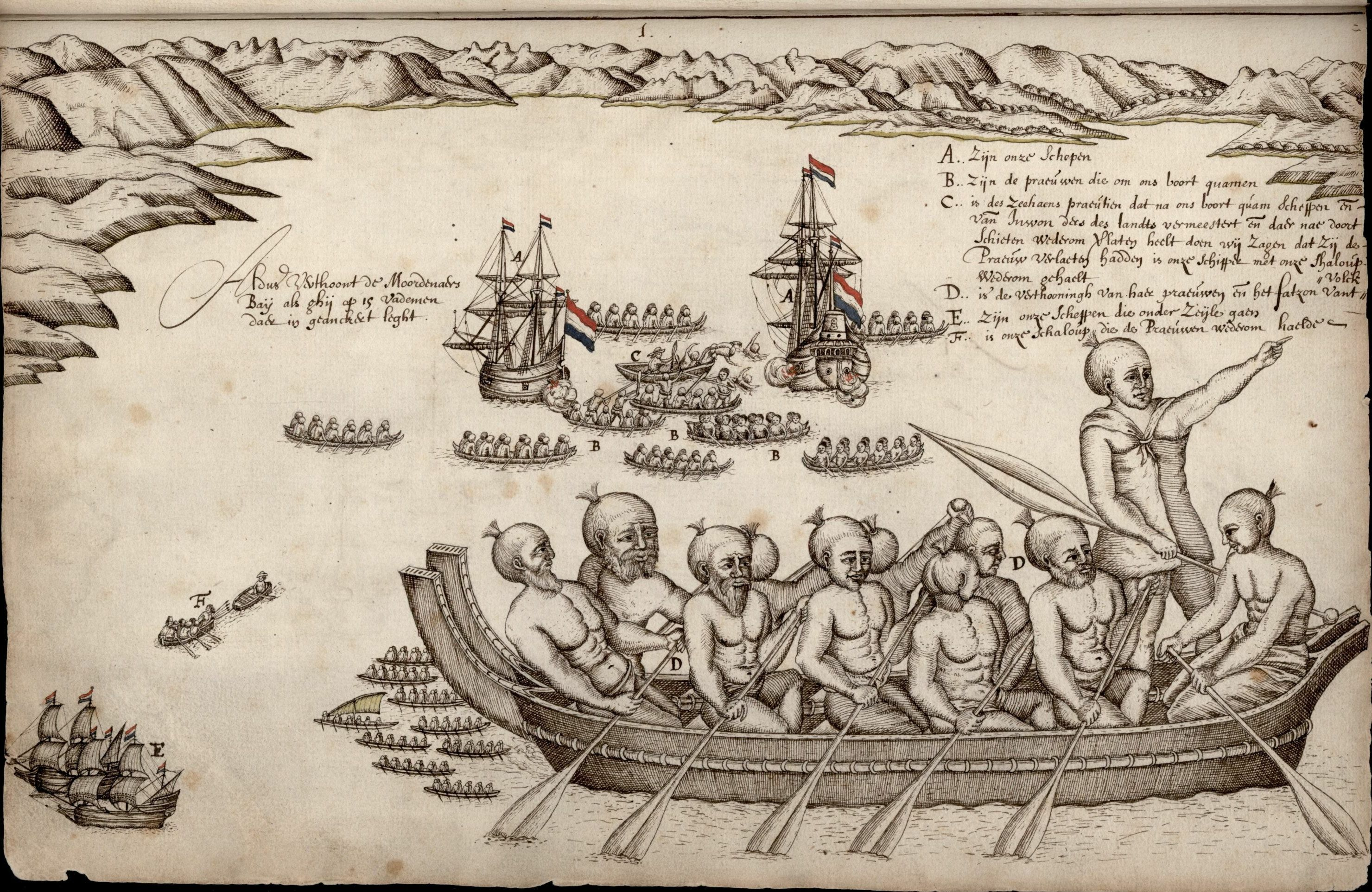
A primeira impressão dos europeus sobre os maoris, em Murderers' Bay.

A colonização europeia da Nova Zelândia é relativamente recente. Os maoris foram a última comunidade a ser influenciada pelos europeus.
Os primeiros exploradores europeus — incluindo Abel Tasman (que chegou em 1642) e o capitão James Cook (que visitou pela primeira vez em 1769) — relataram encontros com maoris. Estes primeiros relatos descreviam os maoris como uma raça de guerreiros ferozes e orgulhosos. Guerras intertribais ocorriam frequentemente durante este período, com os vitoriosos escravizando ou até comendo os perdedores.
No começo dos anos 1780 os maoris tiveram encontros com marinheiros e baleeiros; alguns até eram tripulantes dos navios estrangeiros. A corrente contínua de presos que escapavam e de outros desertores em navios da Austrália também expôs a população indígena da Nova Zelândia à influências de fora.
Em 1830 estimava-se que o número de europeus vivendo entre os maoris fosse de cerca de 2 mil. As posições dos recém-chegados variavam de escravos a conselheiros de alto nível, de prisioneiros a outros que abandonaram a cultura europeia e se identificaram como maoris. Quando Pomare comandou um destacamento de guerra contra Titore em 1838, ele tinha 132 mercenários entre seus guerreiros. Frederick Edward Maning, um dos primeiros colonos, escreveu dois livros contemporâneos de sua vida, que se tornaram clássicos na literatura neozelandeza: Old New Zealand e History of the War in the North of New Zealand against the Chief Heke.
Durante este período, a aquisição de mosquetes pelas tribos em contato com os europeus, causou o desequilíbrio de poder entre as tribos maoris, e começou um período de guerra sangrenta, intertribal, conhecida como "Guerra dos Mosquetes", que resultou na exterminação efetiva de várias tribos e a migração de várias outras para fora de seus territórios tradicionais. Doenças europeias também mataram um grande número de maoris durante este período (o número exato é desconhecido).
Com a crescente atividade missionária europeia e a colonização durante os anos 1830 — somada à falta de leis europeias na colônia — a Coroa Inglesa, como potência mundial da época, foi pressionada para interferir contra o extermínio dos maoris.